# Adrian van Hooydonk

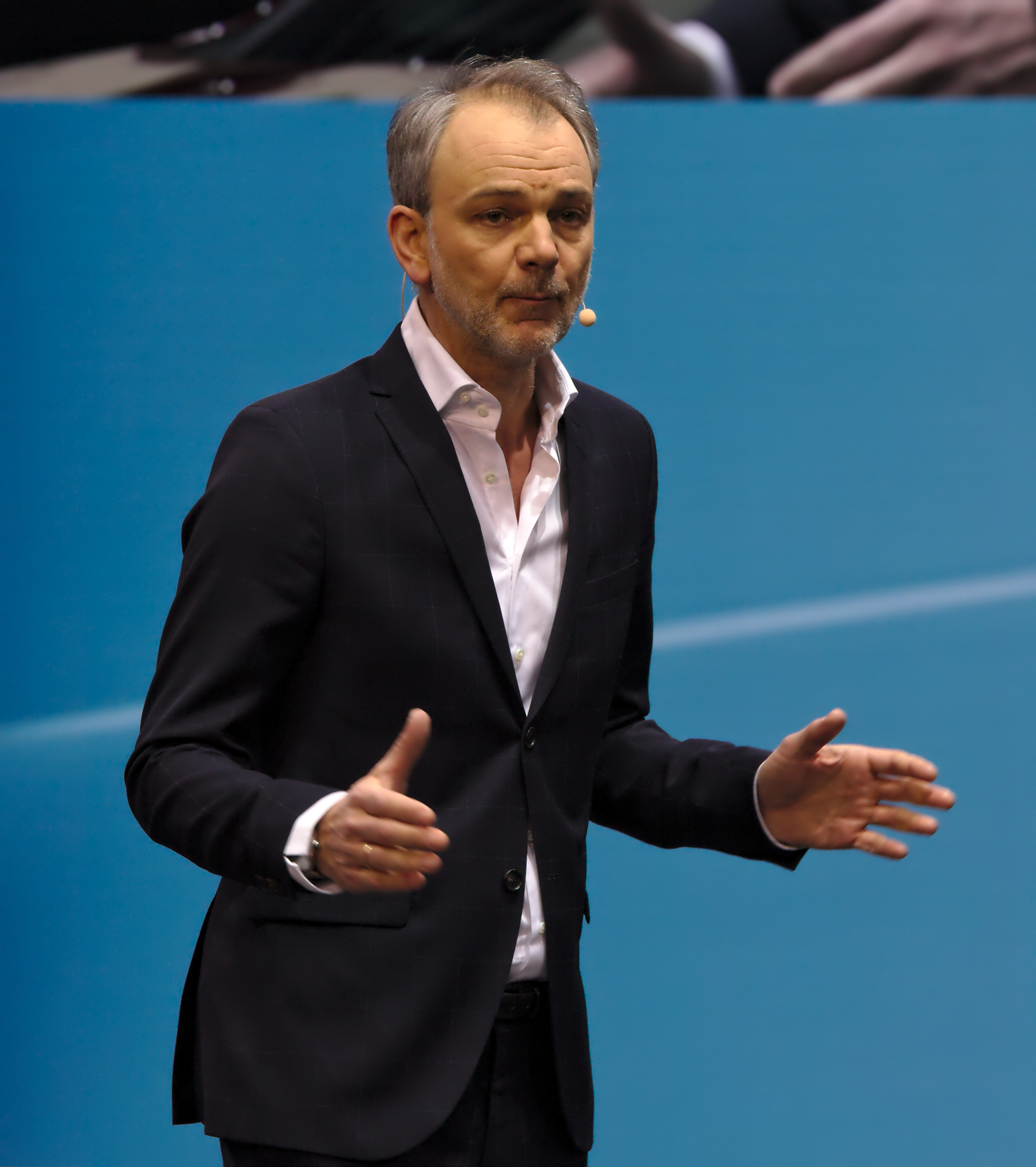
Adrian van Hooydonk (2018)

Adrian van Hooydonk (Echt, 21 juni 1964) is de Nederlandse directeur van de designafdeling van de BMW-groep. Hij is sinds 2009 de opvolger van Chris Bangle, met wie hij zeventien jaar samenwerkte. 
Van Hooydonk heeft Mastersgraden in Industrieel Ontwerpen (TU Delft, 1988) en in Automotive Design (Art Center Europe te Vevey, Zwitserland, 1992). In 1992 begon Van Hooydonk als ontwerper bij de BMW groep. Van 2001 tot 2004 was hij directeur van Designworks USA in Californië, een dochteronderneming van de BMW group. Daarna werd hij hoofd van de ontwerpafdeling van BMW autodesign. Van Hooydonk is deels of geheel verantwoordelijk voor onder meer de BMW 6-serie en de 3-serie coupé. Van Hooydonk is verantwoordelijk voor het design van de merken BMW, Rolls-Royce en Mini. Hij is onder meer de geestelijke vader van de in sommige kringen beruchte "Bangle butt" op recente BMW-modellen -- de op, in plaats van in de auto liggende achterklep.